# Josef Kus
Josef Kus (1. června 1921 Praha, Československo – 23. července 2005 Šumperk, Česko) byl československý hokejový útočník (pravé křídlo). Reprezentoval Československo na jednom mistrovství světa se 100% výsledkem – mohl se pyšnit světovým i evropským titulem.

## Hráčská kariéra
Rodilý Pražák, který nebýt 2. světové války a ročního totálního nasazení v Rakousku, tak by z pohledu klubové příslušnosti neopustil rodné město. V lize strávil 12 sezón, dle historických záznamů v nich vstřelil 46 gólů.
V reprezentaci odehrál 9 zápasů, ve kterých vstřelil 5 gólů.

## Trenérská kariéra
Po skončení aktivní kariéry se okamžitě přesunul na trenérský post, ne však ve Spartě Praha, ale u konkurenčního oddílu Tankista Praha. Vydržel tři sezóny, poté se vydal na dalekou cestu, několik měsíců působil jako vedoucí tréninkového kursu v Číně. Po návratu působil plné čtyři sezóny u B-týmu ČSR „B“, následně přešel na 5 sezón do Motorletu Praha. Následoval návrat do Sparty Praha (3 sezóny), z něhož díky politickému uvolnění odešel trénovat do Rakouska tým Klagenfurter AC na tři sezóny. Po ukončení působil 4 roky u týmu VTŽ Chomutov a trenérskou kariéru zakončil dvouletým působením v Jugoslávii u týmu HCK Celje.